# Olympische Sommerspiele 2024/Teilnehmer (Tschechien)
| Gelbes Symbol für Goldmedaillen mit stilisierten Olympischen Ringen | Graues Symbol für Silbermedaillen mit stilisierten Olympischen Ringen | Braundes Symbol für Bronzemedaillen mit stilisierten Olympischen Ringen |
| ------------------------------------------------------------------- | --------------------------------------------------------------------- | ----------------------------------------------------------------------- |
| 3                                                                   | —                                                                     | 2                                                                       |

Tschechien nahm an den Olympischen Spielen 2024 vom 26. Juli bis zum 11. August 2024 in Paris teil. Es war die insgesamt achte Teilnahme an Olympischen Sommerspielen.

## Teilnehmer nach Sportarten

### Badminton
Über die Race-to-Paris-Rangliste qualifizierten sich tschechische Athleten in drei Wettbewerben.
| Athleten                 | Wettbewerb | Gruppenphase           | Gruppenphase              | Gruppenphase | Gruppenphase | Achtelfinale  | Achtelfinale  | Viertelfinale | Viertelfinale | Halbfinale    | Halbfinale    | Finale / Platz 3 | Finale / Platz 3 | Rang |
| Athleten                 | Wettbewerb | Gegner                 | Ergebnis                  | Punkte       | Rang         | Gegner        | Ergebnis      | Gegner        | Ergebnis      | Gegner        | Ergebnis      | Gegner           | Ergebnis         | Rang |
| ------------------------ | ---------- | ---------------------- | ------------------------- | ------------ | ------------ | ------------- | ------------- | ------------- | ------------- | ------------- | ------------- | ---------------- | ---------------- | ---- |
| Frauen                   |            |                        |                           |              |              |               |               |               |               |               |               |                  |                  |      |
| Tereza Švábíková         | Einzel     | P. Buhrowa             | 1:2 (19:21, 21:19, 18:21) | 0            | 3            | ausgeschieden | ausgeschieden | ausgeschieden | ausgeschieden | ausgeschieden | ausgeschieden | ausgeschieden    | ausgeschieden    | 27   |
| Tereza Švábíková         | Einzel     | G. M. Tunjung          | 0:2 (12:21, 18:21)        | 0            | 3            | ausgeschieden | ausgeschieden | ausgeschieden | ausgeschieden | ausgeschieden | ausgeschieden | ausgeschieden    | ausgeschieden    | 27   |
| Männer                   |            |                        |                           |              |              |               |               |               |               |               |               |                  |                  |      |
| Jan Louda                | Einzel     | U. Canjura             | 2:0 (21:12, 21:10)        | 1            | 2            | ausgeschieden | ausgeschieden | ausgeschieden | ausgeschieden | ausgeschieden | ausgeschieden | ausgeschieden    | ausgeschieden    | 14   |
| Jan Louda                | Einzel     | Loh K. Y.              | 0:2 (13:21, 10:21)        | 1            | 2            | ausgeschieden | ausgeschieden | ausgeschieden | ausgeschieden | ausgeschieden | ausgeschieden | ausgeschieden    | ausgeschieden    | 14   |
| Ondřej Král Adam Mendrek | Doppel     | Kang M.-h. / Seo S.-j. | 0:2 (12:21, 17:21)        | 0            | 4            | —             | —             | ausgeschieden | ausgeschieden | ausgeschieden | ausgeschieden | ausgeschieden    | ausgeschieden    | 13   |
| Ondřej Král Adam Mendrek | Doppel     | S. Jomkoh / K. Kedren  | 0:2 (10:21, 13:21)        | 0            | 4            | —             | —             | ausgeschieden | ausgeschieden | ausgeschieden | ausgeschieden | ausgeschieden    | ausgeschieden    | 13   |
| Ondřej Král Adam Mendrek | Doppel     | C. Popov / T. J. Popov | 0:2 (18:21, 19:21)        | 0            | 4            | —             | —             | ausgeschieden | ausgeschieden | ausgeschieden | ausgeschieden | ausgeschieden    | ausgeschieden    | 13   |

### Beachvolleyball
Durch den Sieg von Ondřej Perušič und David Schweiner bei der Weltmeisterschaft 2023 erhielt Tschechien einen Quotenplatz für den Wettbewerb der Männer. Zudem konnte sich über den CEV Beachvolleyball Nations Cup 2024 ein Team bei den Frauen qualifizieren.
| Athleten                                | Gruppenphase        | Gruppenphase             | Gruppenphase | Gruppenphase | Achtelfinale                                                   | Achtelfinale                                                   | Viertelfinale                                                  | Viertelfinale                                                  | Halbfinale                                                     | Halbfinale                                                     | Finale / Platz 3                                               | Finale / Platz 3                                               | Rang |
| Athleten                                | Gegner              | Ergebnis                 | Punkte       | Rang         | Gegner                                                         | Ergebnis                                                       | Gegner                                                         | Ergebnis                                                       | Gegner                                                         | Ergebnis                                                       | Gegner                                                         | Ergebnis                                                       | Rang |
| --------------------------------------- | ------------------- | ------------------------ | ------------ | ------------ | -------------------------------------------------------------- | -------------------------------------------------------------- | -------------------------------------------------------------- | -------------------------------------------------------------- | -------------------------------------------------------------- | -------------------------------------------------------------- | -------------------------------------------------------------- | -------------------------------------------------------------- | ---- |
| Frauen                                  |                     |                          |              |              |                                                                |                                                                |                                                                |                                                                |                                                                |                                                                |                                                                |                                                                |      |
| Barbora Hermannová Marie-Sára Štochlová | Hughes / Cheng      | 0:2 (16:21, 11:21)       | 4            | 3            | in der Lucky Loser Runde gegen Melissa / Brandie ausgeschieden | in der Lucky Loser Runde gegen Melissa / Brandie ausgeschieden | in der Lucky Loser Runde gegen Melissa / Brandie ausgeschieden | in der Lucky Loser Runde gegen Melissa / Brandie ausgeschieden | in der Lucky Loser Runde gegen Melissa / Brandie ausgeschieden | in der Lucky Loser Runde gegen Melissa / Brandie ausgeschieden | in der Lucky Loser Runde gegen Melissa / Brandie ausgeschieden | in der Lucky Loser Runde gegen Melissa / Brandie ausgeschieden | 17   |
| Barbora Hermannová Marie-Sára Štochlová | Müller / Tillmann   | 0:2 (17:21, 9:21)        | 4            | 3            | in der Lucky Loser Runde gegen Melissa / Brandie ausgeschieden | in der Lucky Loser Runde gegen Melissa / Brandie ausgeschieden | in der Lucky Loser Runde gegen Melissa / Brandie ausgeschieden | in der Lucky Loser Runde gegen Melissa / Brandie ausgeschieden | in der Lucky Loser Runde gegen Melissa / Brandie ausgeschieden | in der Lucky Loser Runde gegen Melissa / Brandie ausgeschieden | in der Lucky Loser Runde gegen Melissa / Brandie ausgeschieden | in der Lucky Loser Runde gegen Melissa / Brandie ausgeschieden | 17   |
| Barbora Hermannová Marie-Sára Štochlová | Vieira / Chamereau  | 2:1 (21:13, 18:21, 15:9) | 4            | 3            | in der Lucky Loser Runde gegen Melissa / Brandie ausgeschieden | in der Lucky Loser Runde gegen Melissa / Brandie ausgeschieden | in der Lucky Loser Runde gegen Melissa / Brandie ausgeschieden | in der Lucky Loser Runde gegen Melissa / Brandie ausgeschieden | in der Lucky Loser Runde gegen Melissa / Brandie ausgeschieden | in der Lucky Loser Runde gegen Melissa / Brandie ausgeschieden | in der Lucky Loser Runde gegen Melissa / Brandie ausgeschieden | in der Lucky Loser Runde gegen Melissa / Brandie ausgeschieden | 17   |
| Männer                                  |                     |                          |              |              |                                                                |                                                                |                                                                |                                                                |                                                                |                                                                |                                                                |                                                                |      |
| Ondřej Perušič David Schweiner          | Schachter / Dearing | 2:0 (21:17, 21:19)       | 5            | 2            | Boermans / de Groot                                            | 0:2 (18:21, 16:21)                                             | ausgeschieden                                                  | ausgeschieden                                                  | ausgeschieden                                                  | ausgeschieden                                                  | ausgeschieden                                                  | ausgeschieden                                                  | 9    |
| Ondřej Perušič David Schweiner          | Hörl / Horst        | 2:0 (21:18, 21:13)       | 5            | 2            | Boermans / de Groot                                            | 0:2 (18:21, 16:21)                                             | ausgeschieden                                                  | ausgeschieden                                                  | ausgeschieden                                                  | ausgeschieden                                                  | ausgeschieden                                                  | ausgeschieden                                                  | 9    |
| Ondřej Perušič David Schweiner          | Evandro / Arthur    | 0:2 (18:21, 16:21)       | 5            | 2            | Boermans / de Groot                                            | 0:2 (18:21, 16:21)                                             | ausgeschieden                                                  | ausgeschieden                                                  | ausgeschieden                                                  | ausgeschieden                                                  | ausgeschieden                                                  | ausgeschieden                                                  | 9    |

### Bogenschießen
Über die Weltmeisterschaften 2023 erhielt Tschechien einen Quotenplatz im Einzelwettbewerb der Frauen. Zudem konnte man sich beim finalen Qualifikationsturnier in Antalya auch im Einzel der Männer qualifizieren, wodurch man auch im Mixed an den Start gehen konnte.
| Athleten                | Wettbewerb | Qualifikation | Qualifikation | 1. Runde         | 1. Runde | 2. Runde      | 2. Runde      | Achtelfinale  | Achtelfinale  | Viertelfinale | Viertelfinale | Halbfinale    | Halbfinale    | Finale / Platz 3 | Finale / Platz 3 | Rang |
| Athleten                | Wettbewerb | Ringe         | Rang          | Gegner           | Ergebnis | Gegner        | Ergebnis      | Gegner        | Ergebnis      | Gegner        | Ergebnis      | Gegner        | Ergebnis      | Gegner           | Ergebnis         | Rang |
| ----------------------- | ---------- | ------------- | ------------- | ---------------- | -------- | ------------- | ------------- | ------------- | ------------- | ------------- | ------------- | ------------- | ------------- | ---------------- | ---------------- | ---- |
| Frauen                  |            |               |               |                  |          |               |               |               |               |               |               |               |               |                  |                  |      |
| Marie Horáčková         | Einzel     | 651           | 31            | Z. Abdusattorova | 6:2      | Nam S.-h.     | 3:7           | ausgeschieden | ausgeschieden | ausgeschieden | ausgeschieden | ausgeschieden | ausgeschieden | ausgeschieden    | ausgeschieden    | 17   |
| Männer                  |            |               |               |                  |          |               |               |               |               |               |               |               |               |                  |                  |      |
| Adam Li                 | Einzel     | 627           | 61            | D. Bommadevara   | 1:7      | ausgeschieden | ausgeschieden | ausgeschieden | ausgeschieden | ausgeschieden | ausgeschieden | ausgeschieden | ausgeschieden | ausgeschieden    | ausgeschieden    | 33   |
| Mixed                   |            |               |               |                  |          |               |               |               |               |               |               |               |               |                  |                  |      |
| Marie Horáčková Adam Li | Mannschaft | 1278          | 25            | —                | —        | —             | —             | ausgeschieden | ausgeschieden | ausgeschieden | ausgeschieden | ausgeschieden | ausgeschieden | ausgeschieden    | ausgeschieden    | 25   |

### Fechten
Die Degenmannschaft der Männer qualifizierte sich als bestes Team der Rangliste aus Europa, das nicht unter den Top 4 geführt wurde. Über die Einzelrangliste konnte sich zudem Alexander Choupenitch einen namentlichen Quotenplatz für den Florettwettbewerb sichern.
| Athleten                                        | Wettbewerb       | 1. Runde  | 1. Runde | 2. Runde     | 2. Runde | Achtelfinale  | Achtelfinale  | Viertelfinale | Viertelfinale | Halbfinale / Klassifikation | Halbfinale / Klassifikation | Finale / Platzierung | Finale / Platzierung | Rang   |
| Athleten                                        | Wettbewerb       | Gegner    | Ergebnis | Gegner       | Ergebnis | Gegner        | Ergebnis      | Gegner        | Ergebnis      | Gegner                      | Ergebnis                    | Gegner               | Ergebnis             | Rang   |
| ----------------------------------------------- | ---------------- | --------- | -------- | ------------ | -------- | ------------- | ------------- | ------------- | ------------- | --------------------------- | --------------------------- | -------------------- | -------------------- | ------ |
| Männer                                          |                  |           |          |              |          |               |               |               |               |                             |                             |                      |                      |        |
| Jiří Beran                                      | Degen Einzel     | Freilos   | Freilos  | R. Cannone   | 8:15     | ausgeschieden | ausgeschieden | ausgeschieden | ausgeschieden | ausgeschieden               | ausgeschieden               | ausgeschieden        | ausgeschieden        | 29     |
| Jakub Jurka                                     | Degen Einzel     | M. Mohsen | 15:8     | G. Siklósi   | 5:15     | ausgeschieden | ausgeschieden | ausgeschieden | ausgeschieden | ausgeschieden               | ausgeschieden               | ausgeschieden        | ausgeschieden        | 32     |
| Martin Rubeš                                    | Degen Einzel     | Freilos   | Freilos  | D. Di Veroli | 10:14    | ausgeschieden | ausgeschieden | ausgeschieden | ausgeschieden | ausgeschieden               | ausgeschieden               | ausgeschieden        | ausgeschieden        | 28     |
| Jiří Beran Jakub Jurka Martin Rubeš Michal Čupr | Degen Mannschaft | —         | —        | —            | —        | —             | —             | Italien       | 43:38         | Japan                       | 37:45                       | Frankreich           | 43:41                | Bronze |
| Alexander Choupenitch                           | Florett Einzel   | Freilos   | Freilos  | M. Siess     | 15:3     | G. Bianchi    | 5:15          | ausgeschieden | ausgeschieden | ausgeschieden               | ausgeschieden               | ausgeschieden        | ausgeschieden        | 12     |

### Golf
Über das Olympic Golf Ranking der IGF qualifizierten sich zwei tschechische Golferinnen für die Olympischen Spiele.
| Athleten       | Runde 1 | Runde 2 | Runde 3 | Runde 4 | Gesamt | Par | Rang |
| -------------- | ------- | ------- | ------- | ------- | ------ | --- | ---- |
| Frauen         |         |         |         |         |        |     |      |
| Klára Spilková | 77      | 73      | 70      | 76      | 296    | +8  | 41   |
| Sára Kousková  | 73      | 77      | 79      | 77      | 306    | +18 | 55   |

### Gewichtheben
Über die olympische Qualifikationsrangliste der IWF qualifizierte sich mit Kamil Kučera ein tschechischer Gewichtheber im Superschwergewicht der Männer.
| Athleten     | Wettbewerb         | Reißen  | Reißen | Stoßen  | Stoßen | Zweikampf | Zweikampf | Rang |
| Athleten     | Wettbewerb         | Gewicht | Rang   | Gewicht | Rang   | Gewicht   | Rang      | Rang |
| ------------ | ------------------ | ------- | ------ | ------- | ------ | --------- | --------- | ---- |
| Männer       |                    |         |        |         |        |           |           |      |
| Kamil Kučera | Klasse über 102 kg | 110 kg  | 11     | 140 kg  | 11     | 250 kg    | 11        | 11   |

### Judo
Über die IJF-Weltrangliste konnten sich drei tschechische Judokas qualifizieren.
| Athleten       | Wettbewerb         | 1. Runde            | 1. Runde | Achtelfinale  | Achtelfinale  | Viertelfinale | Viertelfinale | Halbfinale / Trostrunde | Halbfinale / Trostrunde | Finale / Platz 3 | Finale / Platz 3 | Rang |
| Athleten       | Wettbewerb         | Gegner              | Ergebnis | Gegner        | Ergebnis      | Gegner        | Ergebnis      | Gegner                  | Ergebnis                | Gegner           | Ergebnis         | Rang |
| -------------- | ------------------ | ------------------- | -------- | ------------- | ------------- | ------------- | ------------- | ----------------------- | ----------------------- | ---------------- | ---------------- | ---- |
| Frauen         |                    |                     |          |               |               |               |               |                         |                         |                  |                  |      |
| Renata Zachová | Klasse bis 63 kg   | S. Özbas            | 0s2:1s1  | ausgeschieden | ausgeschieden | ausgeschieden | ausgeschieden | ausgeschieden           | ausgeschieden           | ausgeschieden    | ausgeschieden    | 17   |
| Männer         |                    |                     |          |               |               |               |               |                         |                         |                  |                  |      |
| David Klammert | Klasse bis 90 kg   | M.-G. Ngayap Hambou | 0:10     | ausgeschieden | ausgeschieden | ausgeschieden | ausgeschieden | ausgeschieden           | ausgeschieden           | ausgeschieden    | ausgeschieden    | 17   |
| Lukáš Krpálek  | Klasse über 100 kg | J. Snippe           | 10:0     | T. Saitō      | 0:10          | ausgeschieden | ausgeschieden | ausgeschieden           | ausgeschieden           | ausgeschieden    | ausgeschieden    | 9    |

### Kanu
Bei den Kanurennsport-Weltmeisterschaften 2023 konnten Quotenplätze in vier Wettbewerben erreicht werden. Zudem qualifizierte man sich im K1 der Frauen über das europäische Qualifikationsevent in Szeged. Im Kanuslalom konnten über die Weltmeisterschaften 2023 Quotenplätze für alle Wettbewerbe gewonnen werden.

#### Kanurennsport
| Athleten                    | Wettbewerb | Vorlauf     | Vorlauf | Viertelfinale | Viertelfinale | Halbfinale  | Halbfinale | A/B-Finale            | A/B-Finale | Rang |
| Athleten                    | Wettbewerb | Zeit        | Rang    | Zeit          | Rang          | Zeit        | Rang       | Zeit                  | Rang       | Rang |
| --------------------------- | ---------- | ----------- | ------- | ------------- | ------------- | ----------- | ---------- | --------------------- | ---------- | ---- |
| Frauen                      |            |             |         |               |               |             |            |                       |            |      |
| Anežka Paloudová            | K1 500 m   | 1:51,90 min | 3       | 1:49,43 min   | 1             | 1:51,47 min | 4          | B-Finale: 1:54,31 min | 7          | 15   |
| Männer                      |            |             |         |               |               |             |            |                       |            |      |
| Martin Fuksa                | C1 1000 m  | 3:50,39 min | 1       | –             | –             | 3:44,69 min | 1          | 3:43,16 min           | 1          | Gold |
| Martin Fuksa Petr Fuksa Jr. | C2 500 m   | 1:41,49 min | 3       | 1:41,02 min   | 3             | 1:42,69 min | 4          | 1:41,83 min           | 7          | 7    |
| Josef Dostál                | K1 1000 m  | 3:37,83 min | 2       | –             | –             | 3:29,05 min | 3          | 3:24,07 min           | 1          | Gold |
| Daniel Havel Jakub Špicar   | K2 500 m   | 1:29,73 min | 3       | 1:28,36 min   | 1             | 1:28,71 min | 3          | 1:29,29 min           | 7          | 7    |

#### Kanuslalom
| Athleten          | Wettbewerb |         |      | Halbfinale | Halbfinale | Finale        | Finale        | Rang |
| Athleten          | Wettbewerb | Zeit    | Rang | Zeit       | Rang       | Zeit          | Rang          | Rang |
| ----------------- | ---------- | ------- | ---- | ---------- | ---------- | ------------- | ------------- | ---- |
| Frauen            |            |         |      |            |            |               |               |      |
| Gabriela Satková  | C1         | 99,44 s | 1    | 105,55 s   | 1          | 114,22 s      | 7             | 7    |
| Antonie Galušková | K1         | 94,49 s | 6    | 155,64 s   | 21         | ausgeschieden | ausgeschieden | 21   |
| Männer            |            |         |      |            |            |               |               |      |
| Lukáš Rohan       | C1         | 95,63 s | 12   | 101,54 s   | 10         | 98,09 s       | 6             | 6    |
| Jiří Prskavec     | K1         | 83,74 s | 2    | 92,53 s    | 6          | 91,74 s       | 8             | 8    |

Boater-Cross
| Frauen            |          |         |    |   |   |   |               |               |               |    |
| Tereza Fišerová   | K1 Cross | 81,17 s | 17 | 3 | 1 | 3 | ausgeschieden | ausgeschieden | ausgeschieden | 23 |
| Antonie Galušková | K1 Cross | 73,75 s | 11 | 1 | — | 4 | ausgeschieden | ausgeschieden | ausgeschieden | 25 |
| Männer            |          |         |    |   |   |   |               |               |               |    |
| Jiří Prskavec     | K1 Cross | 71,71 s | 21 | 3 | 1 | 2 | 4             | ausgeschieden | ausgeschieden | 11 |
| Lukáš Rohan       | K1 Cross | 69,80 s | 11 | 1 | — | 2 | 2             | 2             | 4             | 4  |

### Leichtathletik
Neun tschechische Leichtathleten konnten die Olympianormen des Weltverbandes erreichen.
Laufen und Gehen
| Athleten                     | Wettbewerb          | Vorlauf     | Vorlauf | Hoffnungslauf | Hoffnungslauf | Halbfinale    | Halbfinale    | Finale        | Finale        | Rang          |
| Athleten                     | Wettbewerb          | Zeit        | Rang    | Zeit          | Rang          | Zeit          | Rang          | Zeit          | Rang          | Rang          |
| ---------------------------- | ------------------- | ----------- | ------- | ------------- | ------------- | ------------- | ------------- | ------------- | ------------- | ------------- |
| Frauen                       |                     |             |         |               |               |               |               |               |               |               |
| Karolína Maňasová            | 100 m               | 11,11 s PB  | 4       | —             | —             | 11,35 s       | 8             | ausgeschieden | ausgeschieden | 24            |
| Lurdes Gloria Manuel         | 400 m               | 52,20 s     | 6       | 50,81 s       | 3             | 51,42 s       | 8             | ausgeschieden | ausgeschieden | 22            |
| Tereza Petržilková           | 400 m               | 51,92 s     | 7       | 51,46 s SB    | 4             | ausgeschieden | ausgeschieden | ausgeschieden | ausgeschieden | 33            |
| Lada Vondrová                | 400 m               | 51,80 s     | 5       | 52,50 s       | 5             | ausgeschieden | ausgeschieden | ausgeschieden | ausgeschieden | 39            |
| Kristiina Sasínek Mäki       | 1500 m              | 4:06,07 min | 7       | 4:07,80 min   | 5             | ausgeschieden | ausgeschieden | ausgeschieden | ausgeschieden | 33            |
| Nikoleta Jíchová             | 400 m Hürden        | 55,45 s     | 5       | 55,31 s       | 4             | ausgeschieden | ausgeschieden | ausgeschieden | ausgeschieden | 31            |
| Tereza Hrochová              | Marathon            | —           | —       | —             | —             | —             | —             | 2:30:00 h     | 26            | 26            |
| Moira Stewartová             | Marathon            | —           | —       | —             | —             | —             | —             | 2:38:07 h     | 66            | 66            |
| Eliška Martínková            | 20 km Gehen         | —           | —       | —             | —             | —             | —             | 1:32:30 h     | 27            | 27            |
| Männer                       |                     |             |         |               |               |               |               |               |               |               |
| Eduard Kubelík               | 200 m               | 21,14 s     | 8       | 21,20 s       | 6             | ausgeschieden | ausgeschieden | ausgeschieden | ausgeschieden | 38            |
| Ondřej Macík                 | 200 m               | 21,04 s     | 6       | 21,14 s       | 5             | ausgeschieden | ausgeschieden | ausgeschieden | ausgeschieden | 37            |
| Tomáš Němejc                 | 200 m               | 21,03 s     | 7       | 20,84 s       | 5             | ausgeschieden | ausgeschieden | ausgeschieden | ausgeschieden | 33            |
| Matěj Krsek                  | 400 m               | 45,71 s     | 8       | 45,53 s PB    | 2             | ausgeschieden | ausgeschieden | ausgeschieden | ausgeschieden | 29            |
| Jakub Dudycha                | 800 m               | 1:45,62 min | 4       | 1:49,94 min   | 7             | ausgeschieden | ausgeschieden | ausgeschieden | ausgeschieden | 45            |
| Vít Müller                   | 400 m Hürden        | 49,44 s     | 6       | 48,96 s       | 3             | ausgeschieden | ausgeschieden | ausgeschieden | ausgeschieden | 26            |
| Tomáš Habarta                | 3000 m Hindernis    | DNF         | DNF     | —             | —             | —             | —             | ausgeschieden | ausgeschieden | ausgeschieden |
| Mixed                        |                     |             |         |               |               |               |               |               |               |               |
| Vít Hlaváč Eliška Martínková | Gehen Mixed-Staffel | —           | —       | —             | —             | —             | —             | DNF           | DNF           | DNF           |

Springen und Werfen
| Athleten            | Wettbewerb     | Qualifikation | Qualifikation | Finale        | Finale        | Rang   |
| Athleten            | Wettbewerb     | Weite/Höhe    | Rang          | Weite/Höhe    | Rang          | Rang   |
| ------------------- | -------------- | ------------- | ------------- | ------------- | ------------- | ------ |
| Frauen              |                |               |               |               |               |        |
| Michaela Hrubá      | Hochsprung     | 1,88 m        | 15            | ausgeschieden | ausgeschieden | 15     |
| Amálie Švábíková    | Stabhochsprung | 4,55 m        | 1             | 4,80 m        | 5             | 5      |
| Nikola Ogrodníková  | Speerwurf      | 61,16 m       | 11            | 63,68 m       | 3             | Bronze |
| Petra Sičaková      | Speerwurf      | 60,47 m       | 14            | ausgeschieden | ausgeschieden | 14     |
| Männer              |                |               |               |               |               |        |
| Jan Štefela         | Hochsprung     | 2,24 m        | 9             | 2,22 m        | 9             | 9      |
| David Holý          | Stabhochsprung | 5,60 m        | 20            | ausgeschieden | ausgeschieden | 20     |
| Matěj Ščerba        | Stabhochsprung | 5,40 m        | 23            | ausgeschieden | ausgeschieden | 23     |
| Radek Juška         | Weitsprung     | 8,15 m        | 2             | 7,83 m        | 10            | 10     |
| Petr Meindlschmid   | Weitsprung     | 6,97 m        | 30            | ausgeschieden | ausgeschieden | 30     |
| Tomáš Staněk        | Kugelstoßen    | 21,61 m       | 2             | 20,37 m       | 10            | 10     |
| Patrik Hájek        | Hammerwurf     | 68,80 m       | 31            | ausgeschieden | ausgeschieden | 31     |
| Volodymyr Myslyvčuk | Hammerwurf     | 73,84 m       | 16            | ausgeschieden | ausgeschieden | 16     |
| Jakub Vadlejch      | Speerwurf      | 85,63 m       | 7             | 88,50 m       | 4             | 4      |

### Moderner Fünfkampf
Über die Europaspiele 2023 sicherte sich Lucie Hlaváčková einen Startplatz für die Olympischen Spiele. Zudem konnten sich drei Athleten über das UIPM-Ranking qualifizieren.
| Athleten         | Fechten | Fechten | Schwimmen   | Schwimmen | Reiten  | Reiten | Combined     | Combined | Punkte | Rang |
| Athleten         | Bilanz  | Punkte  | Zeit        | Punkte    | Zeit    | Punkte | Zeit         | Punkte   | Punkte | Rang |
| ---------------- | ------- | ------- | ----------- | --------- | ------- | ------ | ------------ | -------- | ------ | ---- |
| Frauen           |         |         |             |           |         |        |              |          |        |      |
| Lucie Hlaváčková | 16+4    | 205     | 2:20,54 min | 269       | 59,85 s | 293    | 11:08,44 min | 632      | 1403   | 10   |
| Veronika Novotná | 22+2    | 237     | 2:20,97 min | 269       | 57,70 s | 293    | 13:03,98 min | 517      | 1316   | 27   |
| Männer           |         |         |             |           |         |        |              |          |        |      |
| Martin Vlach     | 12+1    | 187     | 2:07,93 min | 295       | 60,29 s | 300    | 9:47,46 min  | 713      | 1495   | 19   |
| Marek Grycz      | 10+0    | 175     | 2:00,60 min | 309       | 59,73 s | 286    | 10:16,03 min | 684      | 1454   | 27   |

### Radsport
Auf der Bahn erhielt Tschechien über die Madison-Rangliste Startplätze für die Wettbewerbe im Madison und Omnium der Männer. Zudem konnte man sich über die UCI-Straßen-Weltrangliste nach Nationen je einen Quotenplatz für die Straßenrennen der Männer und Frauen sichern. Über das olympische Qualifikationsranking im Mountainbike erhielt Tschechien je einen Startplatz bei den Frauen und Männern. Im BMX-Freestyle erhielt man über die Urban-Cycling-Weltmeisterschaften 2022 einen Startplatz.

#### Bahn
| Athleten                | Wettbewerb | Rang | Details                                                                                        |
| ----------------------- | ---------- | ---- | ---------------------------------------------------------------------------------------------- |
| Männer                  |            |      |                                                                                                |
| Denis Rugovac Jan Voneš | Madison    | 7    | 12 Punkte                                                                                      |
| Jan Voneš               | Omnium     | 12   | Scratch: 8 Punkte Temporennen: 32 Punkte Ausscheidungsfahren: 14 Punkte Punktefahren: 2 Punkte |

#### Straße
| Athleten      | Wettbewerb       | Zeit         | Rang |
| ------------- | ---------------- | ------------ | ---- |
| Frauen        |                  |              |      |
| Julia Kopecký | Straßenrennen    | 4:07:00 h    | 36   |
| Julia Kopecký | Einzelzeitfahren | 44:53,75 min | 28   |
| Männer        |                  |              |      |
| Mathias Vacek | Straßenrennen    | 6:21:25 h    | 14   |
| Mathias Vacek | Einzelzeitfahren | 37:55,62 min | 11   |

#### Mountainbike
| Athleten       | Wettbewerb    | Zeit      | Rang |
| -------------- | ------------- | --------- | ---- |
| Frauen         |               |           |      |
| Adéla Holubová | Cross-Country | LAP       | 31   |
| Männer         |               |           |      |
| Ondřej Cink    | Cross-Country | 1:32:28 h | 25   |

#### BMX-Freestyle
| Athleten         | Wettbewerb | Qualifikation | Qualifikation | Finale | Finale |
| Athleten         | Wettbewerb | Punkte        | Rang          | Punkte | Rang   |
| ---------------- | ---------- | ------------- | ------------- | ------ | ------ |
| Frauen           |            |               |               |        |        |
| Iveta Miculyčová | Freestyle  | 84,46         | 5             | 82,30  | 6      |

### Reiten
Über die Gesamtrangliste erhielt Tschechien einen Quotenplatz im Vielseitigkeitsreiten.

#### Vielseitigkeitsreiten
| Athleten                           | Wettbewerb | Minuspunkte Dressur | Minuspunkte Gelände | Minuspunkte Springen | Minuspunkte Springen | Minuspunkte Gesamt | Rang          |
| ---------------------------------- | ---------- | ------------------- | ------------------- | -------------------- | -------------------- | ------------------ | ------------- |
| Miloslav Příhoda mit Ferreolus Lat | Einzel     | 35,70               | ausgeschieden       | ausgeschieden        | ausgeschieden        | ausgeschieden      | ausgeschieden |
| Miroslav Trunda mit Shutterflyke   | Einzel     | 53,00               | 72,00               | 30,00                | ausgeschieden        | 155,00             | 50            |

### Rudern
Bei den Weltmeisterschaften 2023 konnten Quotenplätze in zwei Bootsklassen erreicht werden. Im Doppelzweier der Frauen qualifizierte man sich bei der finalen Qualifikationsregatta in Luzern.
| Athleten                            | Wettbewerb                  | Vorlauf     | Vorlauf | Vorlauf        | Hoffnungslauf / Viertelfinale | Hoffnungslauf / Viertelfinale | Hoffnungslauf / Viertelfinale | Halbfinale  | Halbfinale | Halbfinale    | Finale      | Finale | Rang |
| Athleten                            | Wettbewerb                  | Zeit        | Rang    | Qualifikation  | Zeit                          | Rang                          | Qualifikation                 | Zeit        | Rang       | Qualifikation | Zeit        | Rang   | Rang |
| ----------------------------------- | --------------------------- | ----------- | ------- | -------------- | ----------------------------- | ----------------------------- | ----------------------------- | ----------- | ---------- | ------------- | ----------- | ------ | ---- |
| Frauen                              |                             |             |         |                |                               |                               |                               |             |            |               |             |        |      |
| Pavlína Flamíková Radka Novotníková | Zweier ohne Steuerfrau      | 7:28,23 min | 3       | Halbfinale A/B | ―                             | ―                             | ―                             | 7:33,68 min | 6          | B-Finale      | 7:10,46 min | 4      | 10   |
| Lenka Lukšová Anna Šantrůčková      | Doppelzweier                | 6:55,16 min | 2       | Halbfinale A/B | ―                             | ―                             | ―                             | 6:54,76 min | 4          | B-Finale      | 6:49,92 min | 2      | 8    |
| Männer                              |                             |             |         |                |                               |                               |                               |             |            |               |             |        |      |
| Jiří Šimánek Miroslav Vraštil       | Leichtgewichts-Doppelzweier | 6:34,33 min | 2       | Halbfinale A/B | ―                             | ―                             | ―                             | 6:25,99 min | 3          | A-Finale      | 6:21,00 min | 6      | 6    |

### Schießen
Im bis zum 9. Juni 2024 laufenden Qualifikationszeitraum konnten neun Quotenplätze erreicht werden.
| Athleten                            | Wettbewerb                                 | Qualifikation   | Qualifikation | Finale          | Finale        |
| Athleten                            | Wettbewerb                                 | Ringe/ Scheiben | Rang          | Ringe/ Scheiben | Rang          |
| ----------------------------------- | ------------------------------------------ | --------------- | ------------- | --------------- | ------------- |
| Frauen                              |                                            |                 |               |                 |               |
| Veronika Blažíčková                 | 50 m Kleinkalibergewehr Dreistellungskampf | 584             | 16            | ausgeschieden   | ausgeschieden |
| Veronika Blažíčková                 | 10 m Luftgewehr                            | 625,1           | 34            | ausgeschieden   | ausgeschieden |
| Barbora Šumová                      | Skeet                                      | 114             | 22            | ausgeschieden   | ausgeschieden |
| Männer                              |                                            |                 |               |                 |               |
| Martin Podhráský                    | 25 m Schnellfeuerpistole                   | 573             | 27            | ausgeschieden   | ausgeschieden |
| Matěj Rampula                       | 25 m Schnellfeuerpistole                   | 581             | 14            | ausgeschieden   | ausgeschieden |
| Jiří Přívratský                     | 50 m Kleinkalibergewehr Dreistellungskampf | 590             | 8             | 440,7           | 4             |
| Petr Nymburský                      | 50 m Kleinkalibergewehr Dreistellungskampf | 590             | 9             | ausgeschieden   | ausgeschieden |
| Matěj Rampula                       | 10 m Luftpistole                           | 571             | 23            | ausgeschieden   | ausgeschieden |
| Jiří Přívratský                     | 10 m Luftgewehr                            | 627,8           | 23            | ausgeschieden   | ausgeschieden |
| František Smetana                   | 10 m Luftgewehr                            | 625,5           | 38            | ausgeschieden   | ausgeschieden |
| Jakub Tomeček                       | Skeet                                      | 121             | 12            | ausgeschieden   | ausgeschieden |
| Jiří Lipták                         | Trap                                       | 119             | 18            | ausgeschieden   | ausgeschieden |
| Mixed                               |                                            |                 |               |                 |               |
| Veronika Blažíčková Jiří Přívratský | 10 m Luftgewehr Mannschaft                 | 623,6           | 24            | ausgeschieden   | ausgeschieden |
| Barbora Šumová Jakub Tomeček        | Skeet Mannschaft                           | 143             | 8             | ausgeschieden   | ausgeschieden |

### Schwimmen
Die olympischen Normzeiten des Weltverbandes konnten zwei Schwimmer in fünf Wettbewerben erreichen. Zudem qualifizierte sich Martin Straka über die Weltmeisterschaften 2024 für das Rennen über 10 km im Freiwasser.
| Athleten          | Wettbewerb          | Vorlauf     | Vorlauf | Halbfinale    | Halbfinale    | Finale        | Finale        | Rang |
| Athleten          | Wettbewerb          | Zeit        | Rang    | Zeit          | Rang          | Zeit          | Rang          | Rang |
| ----------------- | ------------------- | ----------- | ------- | ------------- | ------------- | ------------- | ------------- | ---- |
| Frauen            |                     |             |         |               |               |               |               |      |
| Barbora Seemanová | 100 m Freistil      | 54,66 s     | 17      | 53,94 s       | 13            | ausgeschieden | ausgeschieden | 13   |
| Barbora Seemanová | 200 m Freistil      | 1:57,02 min | 10      | 1:56,06 min   | 6             | 1:55,47 min   | 6             | 6    |
| Barbora Seemanová | 100 m Schmetterling | 57,50 s     | 9       | 57,64 s       | 11            | ausgeschieden | ausgeschieden | 11   |
| Barbora Seemanová | 200 m Lagen         | 2:13,47 min | 22      | ausgeschieden | ausgeschieden | ausgeschieden | ausgeschieden | 22   |
| Kristýna Horská   | 100 m Brust         | 1:08,96 min | 28      | ausgeschieden | ausgeschieden | ausgeschieden | ausgeschieden | 28   |
| Kristýna Horská   | 200 m Brust         | 2:26,28 min | 16      | 2:25,77 min   | 15            | ausgeschieden | ausgeschieden | 15   |
| Männer            |                     |             |         |               |               |               |               |      |
| Miroslav Knedla   | 100 m Rücken        | 53,41 s     | 10      | 53,44 s       | 12            | ausgeschieden | ausgeschieden | 12   |
| Daniel Gracík     | 100 m Freistil      | 49,65 s     | 39      | ausgeschieden | ausgeschieden | ausgeschieden | ausgeschieden | 39   |
| Daniel Gracík     | 100 m Schmetterling | 52,61 s     | 27      | ausgeschieden | ausgeschieden | ausgeschieden | ausgeschieden | 27   |
| Martin Straka     | 10 km Freiwasser    | —           | —       | —             | —             | 1:57:52,9 h   | 20            | 20   |

### Segeln
Im Rahmen der Last Chance Regatta konnten tschechische Seglerinnen Quotenplätze in zwei Wettbewerben erreichen.
| Athleten                     | Wettbewerb        | Qualifikation | Qualifikation | Medal Race    | Medal Race    | Punkte | Rang |
| Athleten                     | Wettbewerb        | Punkte        | Rang          | Punkte        | Rang          | Punkte | Rang |
| ---------------------------- | ----------------- | ------------- | ------------- | ------------- | ------------- | ------ | ---- |
| Frauen                       |                   |               |               |               |               |        |      |
| Kateřina Švíková             | Windsurfen iQFoiL | 101           | 5             | Viertelfinale | Viertelfinale | ―      | 9    |
| Zosia Burska Sára Tkadlecová | 49erFX            | 154           | 19            | ausgeschieden | ausgeschieden | 154    | 19   |

### Sportklettern
Über die olympische Qualifikationsserie konnte sich Adam Ondra für die Kombination der Männer qualifizieren.
Kombination
| Athleten   | Qualifikation | Qualifikation | Qualifikation | Qualifikation | Qualifikation | Qualifikation | Finale   | Finale   | Finale | Finale | Finale   | Rang |
| Athleten   | Bouldern      | Bouldern      | Lead          | Lead          | Ergebnis      | Rang          | Bouldern | Bouldern | Lead   | Lead   | Ergebnis | Rang |
| Athleten   | Ergebnis      | Rang          | Griffe        | Rang          | Ergebnis      | Rang          | Ergebnis | Rang     | Griffe | Rang   | Ergebnis | Rang |
| ---------- | ------------- | ------------- | ------------- | ------------- | ------------- | ------------- | -------- | -------- | ------ | ------ | -------- | ---- |
| Männer     |               |               |               |               |               |               |          |          |        |        |          |      |
| Adam Ondra | 48,7          | 5             | 68,1          | 2             | 116,8         | 3             | 24,1     | 7        | 96,0   | 1      | 120,1    | 6    |

### Taekwondo
Beim europäischen Qualifikationsturnier in Sofia konnten sich Dominika Hronová und Petra Štolbová einen Startplatz sichern.
| Athleten         | Wettbewerb        | Achtelfinale | Achtelfinale | Viertelfinale | Viertelfinale | Hoffnungsrunde Halbfinale | Hoffnungsrunde Halbfinale | Halbfinale    | Halbfinale    | Hoffnungsrunde Finale | Hoffnungsrunde Finale | Finale        | Finale        | Rang |
| Athleten         | Wettbewerb        | Gegner       | Ergebnis     | Gegner        | Ergebnis      | Gegner                    | Ergebnis                  | Gegner        | Ergebnis      | Gegner                | Ergebnis              | Gegner        | Ergebnis      | Rang |
| ---------------- | ----------------- | ------------ | ------------ | ------------- | ------------- | ------------------------- | ------------------------- | ------------- | ------------- | --------------------- | --------------------- | ------------- | ------------- | ---- |
| Frauen           |                   |              |              |               |               |                           |                           |               |               |                       |                       |               |               |      |
| Dominika Hronová | Klasse bis 57 kg  | S. Park      | 0:2          | ausgeschieden | ausgeschieden | ausgeschieden             | ausgeschieden             | ausgeschieden | ausgeschieden | ausgeschieden         | ausgeschieden         | ausgeschieden | ausgeschieden | 11   |
| Petra Štolbová   | Klasse über 67 kg | Lee D.-b.    | 0:2          | ausgeschieden | ausgeschieden | ausgeschieden             | ausgeschieden             | ausgeschieden | ausgeschieden | ausgeschieden         | ausgeschieden         | ausgeschieden | ausgeschieden | 11   |

### Tennis
Über die ATP- und WTA-Ranglisten qualifizierten sich acht tschechische Tennisspieler für die in Stade Roland Garros ausgetragenen Wettbewerbe.
| Athleten                              | Wettbewerb | 1. Runde                    | 1. Runde          | 2. Runde      | 2. Runde      | Achtelfinale             | Achtelfinale      | Viertelfinale               | Viertelfinale     | Halbfinale                        | Halbfinale    | Finale / Platz 3             | Finale / Platz 3 | Rang |
| Athleten                              | Wettbewerb | Gegner                      | Ergebnis          | Gegner        | Ergebnis      | Gegner                   | Ergebnis          | Gegner                      | Ergebnis          | Gegner                            | Ergebnis      | Gegner                       | Ergebnis         | Rang |
| ------------------------------------- | ---------- | --------------------------- | ----------------- | ------------- | ------------- | ------------------------ | ----------------- | --------------------------- | ----------------- | --------------------------------- | ------------- | ---------------------------- | ---------------- | ---- |
| Frauen                                |            |                             |                   |               |               |                          |                   |                             |                   |                                   |               |                              |                  |      |
| Karolína Muchová                      | Einzel     | L. Fernandez                | 1:6, 6:4, 2:6     | ausgeschieden | ausgeschieden | ausgeschieden            | ausgeschieden     | ausgeschieden               | ausgeschieden     | ausgeschieden                     | ausgeschieden | ausgeschieden                | ausgeschieden    | 33   |
| Barbora Krejčíková                    | Einzel     | S. Sorribes Tormo           | 4:6, 6:0, 7:63    | Wang X.       | 6:3, 6:2      | E. Switolina             | 7:65, 2:6, 6:4    | A. K. Schmiedlová           | 4:6, 2:6          | ausgeschieden                     | ausgeschieden | ausgeschieden                | ausgeschieden    | 5    |
| Linda Nosková                         | Einzel     | Wang X.                     | 3:6, 3:6          | ausgeschieden | ausgeschieden | ausgeschieden            | ausgeschieden     | ausgeschieden               | ausgeschieden     | ausgeschieden                     | ausgeschieden | ausgeschieden                | ausgeschieden    | 33   |
| Kateřina Siniaková                    | Einzel     | C. Burel                    | 6:73, 4:6         | ausgeschieden | ausgeschieden | ausgeschieden            | ausgeschieden     | ausgeschieden               | ausgeschieden     | ausgeschieden                     | ausgeschieden | ausgeschieden                | ausgeschieden    | 33   |
| Karolína Muchová Linda Nosková        | Doppel     | J. Alexandrowa / J. Wesnina | 2:6, 7:65, [10:6] | —             | —             | C. Gauff / J. Pegula     | 2:6, 6:4, [10:5]  | Hsieh S.-w. / Tsao C.-y.    | 1:6, 6:4, [14:12] | S. Errani / J. Paolini            | 3:6, 2:6      | C. Bucșa / S. Sorribes Tormo | 2:6, 2:6         | 4    |
| Barbora Krejčíková Kateřina Siniaková | Doppel     | Chan H.-c. / L. Chan        | 6:4, 6:0          | —             | —             | S. Aoyama / E. Shibahara | 7:5, 6:4          | M. Andrejewa / D. Schneider | 1:6, 5:7          | ausgeschieden                     | ausgeschieden | ausgeschieden                | ausgeschieden    | 5    |
| Männer                                |            |                             |                   |               |               |                          |                   |                             |                   |                                   |               |                              |                  |      |
| Tomáš Macháč                          | Einzel     | Zhang Z.                    | 6:2, 4:6, 6:2     | A. Zverev     | 3:6, 5:7      | ausgeschieden            | ausgeschieden     | ausgeschieden               | ausgeschieden     | ausgeschieden                     | ausgeschieden | ausgeschieden                | ausgeschieden    | 17   |
| Jakub Menšík                          | Einzel     | A. Schewtschenko            | 6:3, 6:4          | T. Paul       | 3:6, 1:6      | ausgeschieden            | ausgeschieden     | ausgeschieden               | ausgeschieden     | ausgeschieden                     | ausgeschieden | ausgeschieden                | ausgeschieden    | 17   |
| Tomáš Macháč Adam Pavlásek            | Doppel     | J. Salisbury / N. Skupski   | 4:6, 6:3, [10:8]  | —             | —             | N. Jarry / A. Tabilo     | 5:7, 7:66, [10:4] | K. Krawietz / T. Pütz       | 3:6, 6:1, [10:5]  | A. Krajicek / R. Ram              | 2:6, 2:6      | T. Fritz / T. Paul           | 3:6, 4:6         | 4    |
| Mixed                                 |            |                             |                   |               |               |                          |                   |                             |                   |                                   |               |                              |                  |      |
| Kateřina Siniaková Tomáš Macháč       | Mixed      | —                           | —                 | —             | —             | L. Siegemund / A. Zverev | 6:4, 7:5          | E. Shibahara / K. Nishikori | 7:5, 6:2          | G. Dabrowski / F. Auger-Aliassime | 6:3, 6:3      | Wang X. / Zhang Z.           | 6:2, 5:7, [10:8] | Gold |

### Tischtennis
Über die ITTF-Weltrangliste gelang Hana Matelová die Qualifikation für den Einzelwettbewerb der Frauen.
| Athleten      | Wettbewerb | 1. Runde | 1. Runde | 2. Runde | 2. Runde | 3. Runde   | 3. Runde | Achtelfinale  | Achtelfinale  | Viertelfinale | Viertelfinale | Halbfinale    | Halbfinale    | Finale / Platz 3 | Finale / Platz 3 | Rang |
| Athleten      | Wettbewerb | Gegner   | Erg.     | Gegner   | Erg.     | Gegner     | Erg.     | Gegner        | Erg.          | Gegner        | Erg.          | Gegner        | Erg.          | Gegner           | Erg.             | Rang |
| ------------- | ---------- | -------- | -------- | -------- | -------- | ---------- | -------- | ------------- | ------------- | ------------- | ------------- | ------------- | ------------- | ---------------- | ---------------- | ---- |
| Frauen        |            |          |          |          |          |            |          |               |               |               |               |               |               |                  |                  |      |
| Hana Matelová | Einzel     | Freilos  | Freilos  | Yang X.  | 4:2      | B. Eerland | 3:4      | ausgeschieden | ausgeschieden | ausgeschieden | ausgeschieden | ausgeschieden | ausgeschieden | ausgeschieden    | ausgeschieden    | 17   |

### Triathlon
Über die Einzel-Qualifikationsrangliste erhielt Tschechien einen Startplatz bei den Frauen.
| Athleten       | Wettbewerb | Zeit      | Rang |
| -------------- | ---------- | --------- | ---- |
| Frauen         |            |           |      |
| Petra Kuříková | Einzel     | 2:01:02 h | 29   |

### Turnen
Über die Weltmeisterschaften 2023 sicherte sich Soňa Artomonová einen persönlichen Startplatz im Gerätturnen der Frauen.

#### Gerätturnen
| Athleten        | Wettbewerb       | Qualifikation | Qualifikation | Finale        | Finale        | Rang |
| Athleten        | Wettbewerb       | Punkte        | Rang          | Punkte        | Rang          | Rang |
| --------------- | ---------------- | ------------- | ------------- | ------------- | ------------- | ---- |
| Frauen          |                  |               |               |               |               |      |
| Soňa Artomonová | Boden            | 12,300        | 62            | ausgeschieden | ausgeschieden | 62   |
| Soňa Artomonová | Schwebebalken    | 12,966        | 38            | ausgeschieden | ausgeschieden | 38   |
| Soňa Artomonová | Stufenbarren     | 12,333        | 61            | ausgeschieden | ausgeschieden | 61   |
| Soňa Artomonová | Mehrkampf Einzel | 50,599        | 46            | ausgeschieden | ausgeschieden | 46   |